# 十一月的魔女
十一月的魔女（英語：Witch of November）指的是在秋季時，在五大湖颳起強風的低氣壓，其生成主要來自五大湖北方的加拿大或北極冷空氣與五大湖南方海灣的暖濕空氣交集。冷暖空氣所交集形成的「十一月的魔女」可產生颶風般的強度，並造成湖面有波濤的產生。

## 歷史影響
戈登·莱特福特的歌曲《The Wreck of the Edmund Fitzgerald》所提到「十一月的魔女」，是一個摧毀費茲傑羅號驅逐艦的風暴，其中心最低氣壓為978百帕斯卡，相當於薩菲爾-辛普森颶風風力等級二分之一級的強度。1998年11月亦曾測得相當於薩菲爾-辛普森颶風風力等級第二級強度的「十一月的魔女」，其中心最低氣壓為967百帕斯卡。
2010年10月北美風暴綜合體當中，有一股「十一月的魔女」對明尼蘇達州與威斯康辛州帶來影響，兩州分別測得954.96百帕斯卡及961.06百帕斯卡，強度相當於薩菲爾-辛普森颶風風力等級第三級，創新歷史紀錄。該氣旋在10月26日至27日晚間猛烈地侵襲杜魯斯，並測得每小時81英里的陣風及19英尺的長浪。

## 註解
1. ↑  此處「颶風」泛指的是相當於蒲福氏風級第十二級（含）以上的風力強度。

## 來源出處
1. ↑  . 美國國家海洋暨大氣總署.   [2006-06-14]. （原始内容存档于2006-05-05）.
2. ↑  . 美國國家海洋暨大氣總署.   [2006-06-14]. （原始内容存档于2006-05-05）.
3. ↑  . KARE-TV.   [2010-10-30].[]
4. ↑  . 明星論壇報.   [2010-10-27].[]
5. ↑  . 美國國家海洋暨大氣總署.   [2010-10-27]. （原始内容存档于2010-10-30）.